# Громов, Юрий Сергеевич
Юрий Сергеевич Громов (17 октября 1933, Москва — 23 февраля 2013, Москва) — советский боксёр, двукратный чемпион СССР, бронзовый призёр чемпионата Европы 1957 года, мастер спорта СССР (1956).

## Биография
Боксировал в категории до 67 кг. Выступал за ДСО «Спартак» (Москва), был подопечным заслуженного тренера СССР Виталия Андреевича Островерхова.
В 1956-2006 годах работал ювелиром.
Похоронен на Преображенском кладбище в Москве.

## Спортивные результаты
- Чемпионат СССР по боксу 1955 года — ;
- Чемпионат СССР по боксу 1957 года — ;

## Награды
- Медаль «В ознаменование 100-летия со дня рождения Владимира Ильича Ленина» (1970);
- Медаль «Ветеран труда» (1984);
- Медаль «В память 850-летия Москвы» (1997);
- «Активист ДСО „Спартак“»;
- «За высокие спортивные достижения Центрального совета ДСО „Спартак“»;
- «За высокие спортивные достижения Комитета по физической культуре и спорту при Исполкоме Моссовета»;
- «К 70-летию общества „Спартак“» (2005).